# Głudna
Głudna [pronunciación en polaco: /ˈɡwudna/] es un pueblo ubicado en el distrito administrativo de Gmina Błędów, dentro del Condado de Grójec, Voivodato de Mazovia, en del este-Polonia central. Él mentiras aproximadamente 5 kilómetros del norte-del este de Błędów, 11 kilómetros del sur-del oeste de Grójec, y 48 kilómetros sur de Varsovia.